# Wiener Kammeroper
Le Wiener Kammeroper est un opéra de Vienne, situé dans l'arrondissement d'Innere Stadt.

## Histoire
Le Kammeroper est fondé en 1953 par le chef d'orchestre hongrois Hans Gabor. Dans un premier temps, l'institution n'a pas de salle permanente et se produit dans la salle Mozart du Konzerthaus et au théâtre du château de Schönbrunn. En 1961, elle reçoit du ministère de l'Éducation et de la ville de Vienne une subvention annuelle qui lui permet de s'installer dans l'ancienne salle de bal de l'Hotel Post. On y donne des opéras-bouffes, des opérettes et des Singspiele. Le programme comporte aussi de grandes œuvres comme Carmen ou La Bohème. La représentation la plus importante est Pagliacci de Ruggero Leoncavallo mis en scène par George Tabori en 1986.
Lors de la saison 1999-2000, Isabella Gabor et Holger Bleck prennent la direction du Kammeroper. Les événements importants sont le concours de jeunes chanteurs, le concours international de chant Hans-Gabor-Belvedere (jusqu'en 2012) et la production d'opéras. Ils se donnent comme ligne éditoriale de trouver des œuvres ne faisant pas partie des répertoires des grands établissements produites par des compagnies indépendantes. La programmation comprend ainsi des opéras baroques, des opéras-bouffes, de la musique de chambre et des pièces contemporaines.
À l'automne 2012, le Theater an der Wien reprend le Kammeroper. Il crée un ensemble de sept jeunes chanteurs. Depuis la saison 2012-2013, le programme comprend cinq productions d'opéra, sept concerts mettant en valeur un membre de l'ensemble…

## Source de la traduction
- (de) Cet article est partiellement ou en totalité issu de l’article de Wikipédia en allemand intitulé « Wiener Kammeroper » (voir la liste des auteurs).